# Viatcheslav Bobrov
Viatcheslav Bobrov (en ukrainien : В'ячеслав Бобров), né le 19 septembre 1992, à Donetsk, en Ukraine, est un joueur ukrainien de basket-ball. Il évolue au poste d'ailier.

## Carrière
Le 25 mars 2023, il renforce l'Orléans Loiret Basket en tant que pigiste médical de Junior Mbida jusqu'à la fin de saison 2022-2023.